# Making History
Making History est une série télévisée américaine en neuf épisodes de 22 minutes créée par Julius Sharpe et diffusée entre le 5 mars 2017 et le 21 mai 2017 sur le réseau Fox et sur Citytv au Canada.
En France, la série est diffusée en vidéo à la demande depuis le 1er juillet 2018 sur le service Fox Play. Elle reste inédite en VF dans les autres pays francophones.

## Synopsis
Dan Chambers n'est qu'un professeur d'université du Massachusetts comme tant d'autres lorsqu'il découvre qu'il peut voyager dans le temps à sa guise. Il se rend donc très fréquemment au XVIIIe siècle pour retrouver la femme qu'il aime. Cependant, il se rend bien vite compte que ses actions dans le passé modifient le cours du présent. D'autant plus que sa bien-aimée n'est autre que la fille de Paul Revere. Il ne le sait pas encore, mais il est en train de modifier le déroulement de la Révolution américaine. Accablé, il finit par demander de l'aide à son collègue historien Chris Parish.

## Distribution

### Acteurs principaux
- Adam Pally (VF : Jérémy Prévost) : Dan Chambers
- Leighton Meester (VF : Laëtitia Godès) : Deborah Revere
- Yassir Lester (en) (VF : Eilias Changuel) : Chris Parrish
- John Gemberling (en) (VF : Marc Saez) : John Hancock
- Neil Casey (en) (VF : Jerome Wiggins) : Samuel Adams

### Acteurs récurrents
- Brett Gelman (VF : Marc Bretonnière) : Paul Revere
- Sean Clements (VF : Antoine Schoumsky) : Dean Wiley
- Ben Vereen (VF : Christian Pélissier) : Dr. Theodore Anthony Cobell

Version française
- Société de doublage : VF Productions
- Direction artistique : Magali Barney

 Source et légende : version française (VF) sur RS Doublage  et Doublage Séries Database

## Production

### Développement
Le 11 janvier 2016, Fox commande un épisode pilote du projet de série sous le titre In Time.
Le 10 mai 2016, le réseau Fox annonce officiellement après le visionnage du pilote, la commande du projet de série sous son titre actuel avec une commande initiale de treize épisodes, pour une diffusion lors de la saison 2016 / 2017.
Le 28 octobre 2016, Fox a réduit le nombre d'épisodes de treize à neuf, pour des raisons de programmation,.
Le 10 janvier 2017, le réseau Fox annonce la date de lancement de la série au 5 mars 2017.
Le 11 mai 2017, la série est annulée.

### Distribution des rôles
L'annonce du casting a débuté fin février 2016, avec l'arrivée d'Adam Pally, puis en mars avec Leighton Meester et Yassir Lester qui rejoignent la distribution principale.

### Tournage
La série est tournée à Atlanta dans l'État de Géorgie aux États-Unis.

## Épisodes
1. En route vers le passé (Pilot)
2. Un coup de feu historique (The Shot Heard Round the World)
3. Tous les mêmes ! (The Boyfriend Experience)
4. Le Bar à glace (Chadwick's Angles)
5. Le Gang des parieurs (The Touchables)
6. La Face cachée du parrain (The Godfriender)
7. Les Glaces de nuit (Night Cream)
8. Le Duel (The Duel)
9. Problèmes de corps (Body Trouble)